# György Kőszegi
György Kőszegi, né le 12 septembre 1950 et mort le 13 décembre 2001, est un haltérophile hongrois. Il a été médaillé d'argent aux Jeux olympiques d'été de 1976.

## Palmarès et records

### Jeux olympiques d'été
- Jeux olympiques d'été de 1976 à Montréal,  Canada
  -  Médaille d'argent de la catégorie des moins de 52 kg